# Robben (otok)
Otok Robben (afrikaans: Robbeneiland, što znači "Otok tuljana") je otok u zaljevu Tafelbaai ispred Južnoafričkog grada Kaapstada (6,9 km od njegovog obalnog predgrađa Bloubergstrand), pokrajina Western Cape. 
On je ovalnog oblika promjera 3,3 km od sjevera prema jugu i 1,9 km širine, te ima površinu od od 5,07 km². Otok je ravan i zbog djelovanja erozije uzdiže se tek nekoliko metara iznad mora. Sastoji se od prekambrijskih metamorfnih stijena koje pripadaju skupini Malmesbury.
Ipak, otok je najpoznatiji po svojoj upotrebi, jer je od sredine 17. naizmjence korišten kao zatvor, bolnica za neprihvaćene i kolonija gubavaca (1845. – 1931.), i vojna baza (1936. – 59.). Od 17. stoljeća nadalje su sačuvani ostaci kamenoloma, grobnica Hadije Kramata (prvog imama Kaapstadta koji je tu zatočen 1740-ih) iz 1755. godine i selo iz 19. stoljeća s upravnim zgradama, kapelom i župom, malenim svjetionikom i crkvom za gubavce koja je jedini ostatak kolonije gubavaca. Stare vojne građevine oko luke su nastale za Drugog svjetskog rata, dok su zgrade strogog zatvora nastale za vrijeme aparthejda 1960-ih. Ove zgrade koje su služile kao zatvor maksimalne sigurnosti za političke zatvorenike u vrijeme aparthejda, kao što su bivši predsjednik Južnoafričke Republike i dobitnik nobelove nagrade za mir, Nelson Mandela, ali i brojni drugi kao što je bivši predsjednik, Kgalema Motlanthe, te sadašnji predsjednik, Jacob Zuma.
Simbolična vrijednost otoka se očituje u njegovoj tmurnoj prošlosti kada je služio kao bolnica za nesretnike koje je društvo odbacilo kao nepoželjne, ali i kao zatvor za političke zatvorenike aparthejda. To se okončalo u 1990-ima kada je Južnoafrički narod odbacio nehumanu politiku aparthejda i oslobodio dugogodišnje zatvorenike otoka Robben. Od 1996. godine se razvio u muzej. God. 1999., otok Robben je upisan na UNESCO-ov popis mjesta svjetske baštine u Africi jer "mjesto gdje je trijumfirala demokracija i sloboda usprkos rasizmu i opresiji". 
- Otok Robben nadomak Kaapstada
- Portal zatvora otoka Robben
- Kamenolom vapnenca
- Ćelija Nelsona Mandele
- Hrpa kamenja koju su podigli bivši zatvorenici prilikom kasnijih posjeta otoku

## Vanjske poveznice
- Povijesna kronološka ljestvica otoka Robben  Arhivirana inačica izvorne stranice od 8. listopada 2011. (Wayback Machine) (engl.)
- UWC Mayibuye Robben Island Archives  Arhivirana inačica izvorne stranice od 29. veljače 2012. (Wayback Machine) (engl.)
- Robben Island Museum (engl.)